# Ludovic Batelli
Ludovic Batelli (nascut el 24 de maig de 1963 a Lens, Pas-de-Calais) és un entrenador de futbol francès i antic porter professional que dirigeix l'SC Toulon. Sota la seva direcció, la selecció francesa sub-19 va guanyar el seu 9è títol europeu sub-19, derrotant Itàlia per 4-0.

## Carrera com a entrenador
El març de 2018, Batelli va ser anunciat com a entrenador de la selecció sub-19 dels Emirats Àrabs Units.
El maig de 2021, Batelli es va convertir en entrenador en cap del SC Toulon per a la temporada 2021-22.